# Robin Voets
Robin Voets (Erp, 13 april 2001) is een Nederlands voetballer die als verdediger voor Blauw Geel '38 speelt.

## Carrière
Robin Voets speelde in de jeugd van FC Den Bosch, waar hij in het seizoen 2018/19 enkele wedstrijden in de Eerste divisie deel uitmaakte van de eerste selectie. Hij debuteerde het seizoen erna, in de met 1-1 gelijkgespeelde thuiswedstrijd tegen FC Eindhoven op 23 augustus 2019. Hij kwam in de 83e minuut in het veld voor Danny Verbeek.

### Statistieken
| Seizoen                       | Club           | Land           | Competitie     | Competitie | Competitie | Beker | Beker | Totaal | Totaal |
| Seizoen                       | Club           | Land           | Competitie     | Wed.       | Dlp.       | Wed.  | Dlp.  | Wed.   | Dlp.   |
| ----------------------------- | -------------- | -------------- | -------------- | ---------- | ---------- | ----- | ----- | ------ | ------ |
| 2018/19                       | FC Den Bosch   | Nederland      | Eerste divisie | 0          | 0          | 0     | 0     | 0      | 0      |
| 2019/20                       | FC Den Bosch   | Nederland      | Eerste divisie | 4          | 0          | 0     | 0     | 4      | 0      |
| Carrièretotaal                | Carrièretotaal | Carrièretotaal | Carrièretotaal | 2          | 0          | 0     | 0     | 2      | 0      |
| Bijgewerkt op 22 oktober 2019 |                |                |                |            |            |       |       |        |        |